# Zbyněk Berka z Dubé a Lipé
Zbyněk II. Berka z Dubé a Lipé O.Cr. (1551 – 6. března 1606) byl katolický duchovní, 10. arcibiskup pražský (1592–1606) a 25. velmistr řádu Křižovníků s červenou hvězdou (1592–1606). V některé literatuře je uváděn též jako kardinál, kterým však jmenován nebyl.

## Stručný životopis

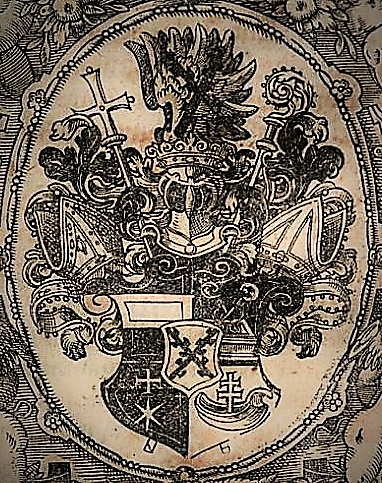
Erb pražského arcibiskupa Zbyňka Berky (1605)

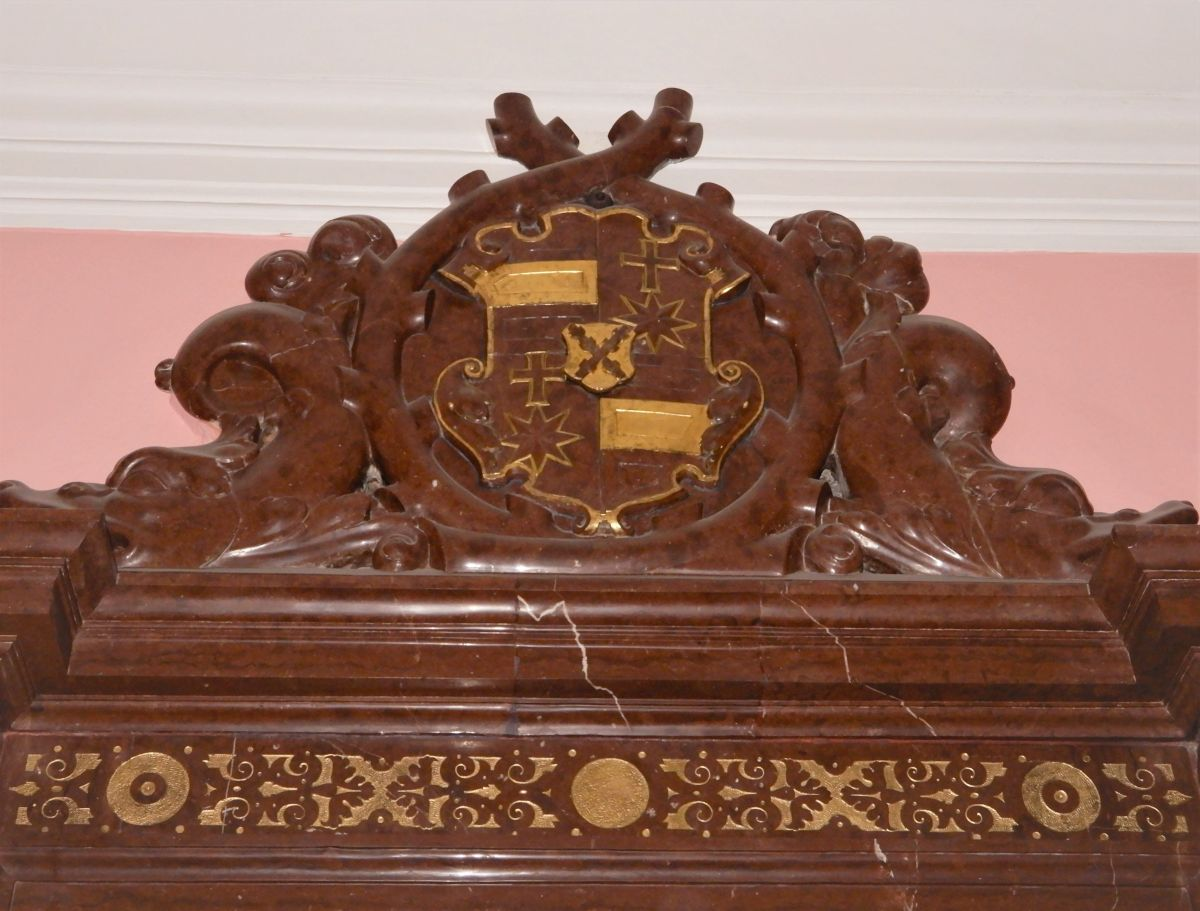
Erb arcibiskupa Zbyňka Berky (před 1600)

Zbyněk Berka pocházel ze známého českého rodu Ronovců. Narodil se Zdeňkovi Leopoldovi Berkovi z Dubé a jeho manželce Kateřině Haugvicové z Biskupic, na tvrzi v Dřevěnici. Od roku 1569 studoval na univerzitách v Praze, Olomouci a v Dillingenu, roku 1580 byl zapsán na univerzitě v Krakově a tam získal i gradus licenciáta teologie. Na kněze byl vysvěcen v Praze 13. října 1576. Roku 1575 se stal s papežským dispenzem olomouckým kanovníkem, také kanovníkem na Vyšehradě, proboštem v Litoměřicích, v Oettingenu a v Řezně (tam byl i arcijáhnem) a kanovníkem salcburským (1585). V letech 1577–1583 byl olomouckým kapitulním proboštem. 8. března 1585 byl jmenován papežem Řehořem XIII. apoštolským protonotářem. V dubnu 1582 jej papež jmenoval administrátorem biskupství řezenského. Roku 1590 se stal také velmistrem Rytířského řádu křižovníků s červenou hvězdou. Byl v pořadí třetím mužem, který spojil úřady arcibiskupa pražského a velmistra Křižovníků s červenou hvězdou. Od jeho osoby byly tyto úřady spojeny formální personální unií, kdy se arcibiskup pražský automaticky stával též velmistrem řádu. Řád fungoval jako hlavní finanční opora pražského arcibiskupství zchudlého v době husitských nepokojů, a to až do roku 1694, kdy zemřel poslední arcibiskup-velmistr a propojení řádu a arcibiskupství zaniklo.
Do funkce pražského arcibiskupa jej císař Rudolf II. navrhl již v prosinci roku 1592, ale papežské potvrzení přišlo až v červnu 1593. Biskupské svěcení přijal 10. října 1593, jeho světitelem byl nuncius Cesare Speciano. Zasloužil se o renesanční přestavbu Arcibiskupského paláce na Hradčanském náměstí, tamní kaple ve 2. patře má dosud mramorový portál s jeho erbem v nadpraží.
Rudolf II. udělil majestátem z 15. června 1603 jemu i jeho nástupcům knížecí titul.
V roce 1605 svolal na žádost papeže Klementa VIII. do Prahy arcidiecézní synodu. Konala se ve dnech 28. – 30. září. Pravděpodobně se jí zúčastnil i olomoucký biskup František kardinál z Ditrichštejna, který její závěry přijal i pro olomouckou diecézi, je označována i jako synoda provinční. Jejím cílem bylo prodiskutovat zásadní praktické otázky související se zaváděním reforem tridentského koncilu.

### Kardinálský klobouk
Někdy bývá Zbyněk Berka uváděn jako kardinál. Podle některých ho kardinálem jmenoval papež Pavel V., ale zemřel dřív (6. března 1606), než mu byl kardinálský klobouk doručen. Podle jiných ho papež Pavel V. roku 1606 jmenovat pouze plánoval. Vyskytl se i názor, že možná byl jmenován kardinálem in pectore (tj. tajně), jeho jméno totiž nebylo nikdy zveřejněno („nominatus, non publicatus“). Každopádně ho za kardinála považovat nelze a neměl by tak být označován.

## Návštěvy v Zákupech
Poprvé byl u svých příbuzných roku 1590, kdy vedl v Zákupech bohoslužbu. V roce 1593 vedl mši a pak se zúčastnil křtu malého Zbyňka Berky v Zákupech, vzdáleného příbuzného rodu Berků z Dubé. A znovu byl v Zákupech o rok později, kdy byl kmotrem při křtu druhého syna zámeckého pána, Václava Berky z Dubé. Tehdy do Zákup dorazil z Budyšína, kde urovnával tamní spory..

## Úmrtí a hrob
Zemřel 8. března 1606 a byl pohřben bez náhrobku do rodinné krypty před oltářem sv. Víta v kapli Nejsvětější Trojice (Císařské) katedrály sv. Víta na Pražském hradě.